# Black Cat John Brown
Black Cat John Brown is het tweede album van Alamo Race Track, uitgebracht op 23 oktober 2006. Het titelnummer van het album werd een hit op video website YouTube waar meer dan 150.000 mensen de clip bekeken binnen één week.
De video werd opgenomen door Faceculture tijdens het tienjarige jubileum van de bands label Excelsior Recordings en toont de band in een kleedkamer. Voor een select publiek speelt de band hier een 'stripped down' versie van het nummer Black Cat John Brown.
Het album wordt door recensenten positief ontvangen. De band wordt qua geluid vergeleken met verschillende acts, waaronder The Strokes, Interpol en The Beatles. Dit album wordt beschouwd als een verbetering ten opzichte van debuutalbum "Birds at Home", vooral wat betreft consistentie.
In aanvulling op de "Black Cat John Brown" video schoot de band in januari 2006 een professionele clip voor het nummer "Northern Territory".

## Track listing
Alle nummers geschreven door Alamo Race Track.
1. "Black Cat John Brown"
2. "Don’t Beat This Dog"
3. "Stanley vs Hannah"
4. "Kiss Me Bar"
5. "The Northern Territory"
6. "My Heart"
7. "The Killing"
8. "On The Beach"
9. "Lee J. Cobb is Screaming a Lot"
10. "Breaker-Breaker 1-2"
11. "The Open Sea"
12. "The Chocolate Years"

## Trivia
- "The Killing" is gebaseerd op de film met dezelfde naam van regisseur Stanley Kubrick.

## Bron
1. ↑  Artikel op 3voor12[dode link]